# Diocesi di Fabriano-Matelica

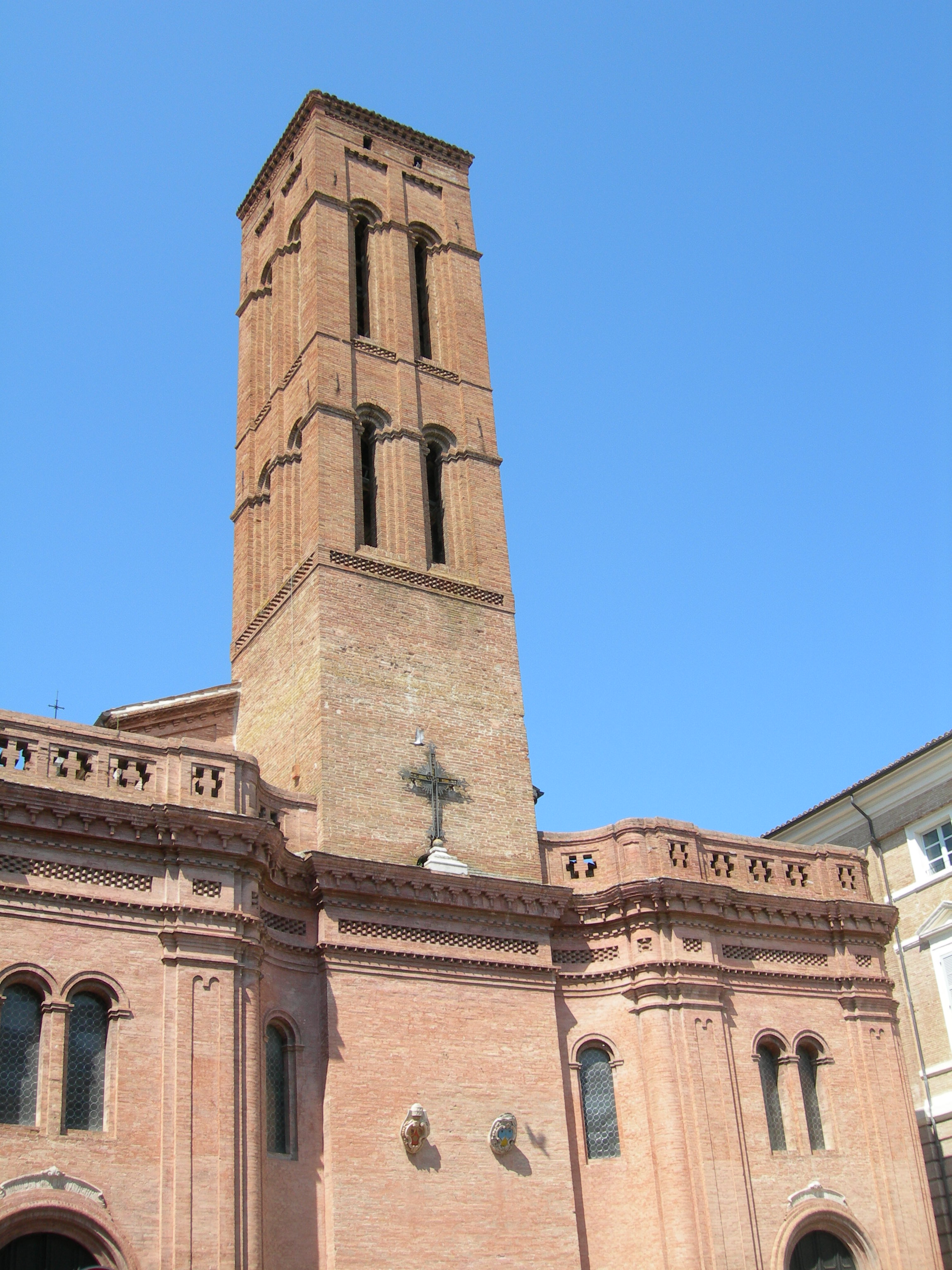
La chiesa di Santa Maria a Matelica, concattedrale della diocesi.

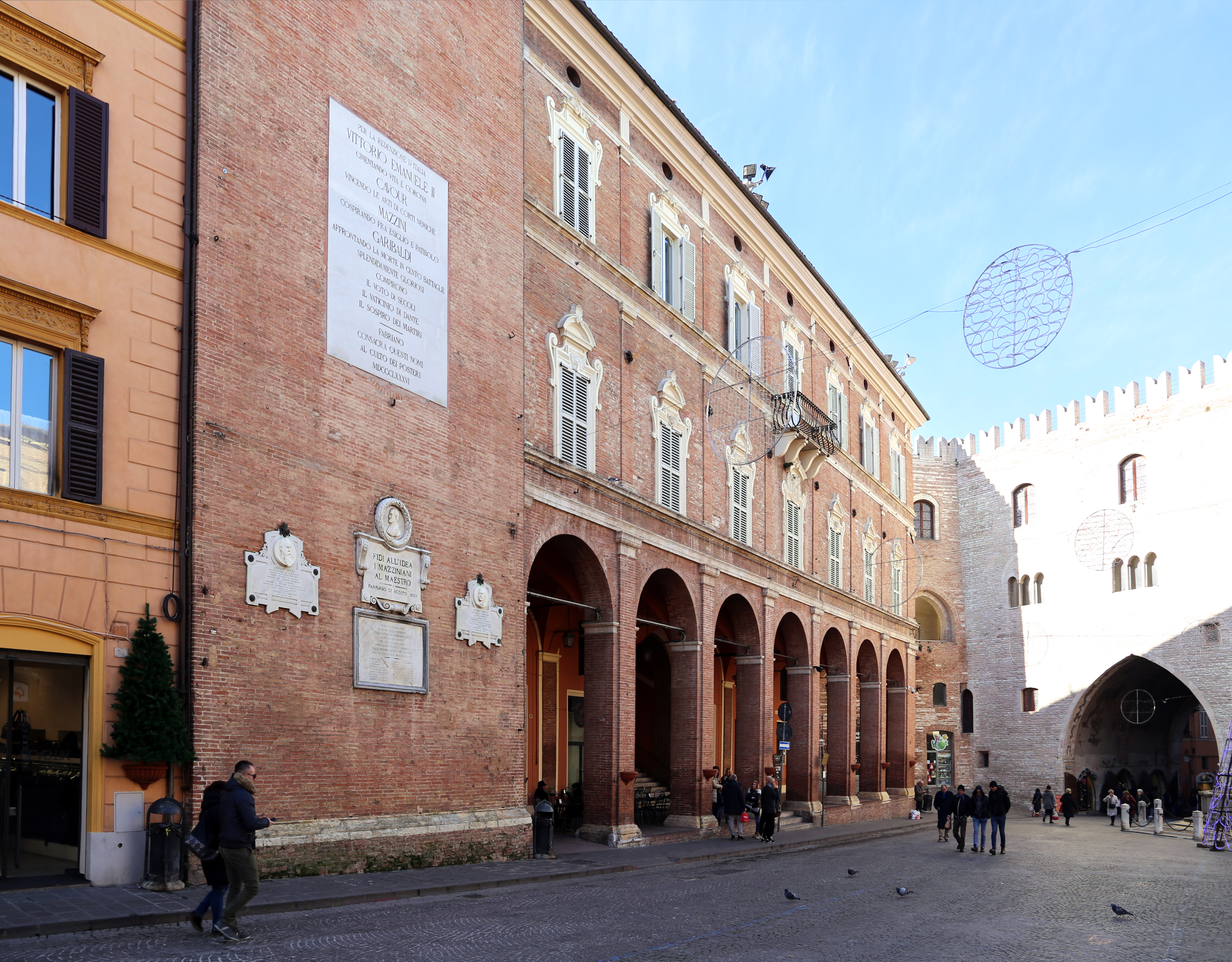
Il palazzo vescovile di Fabriano.

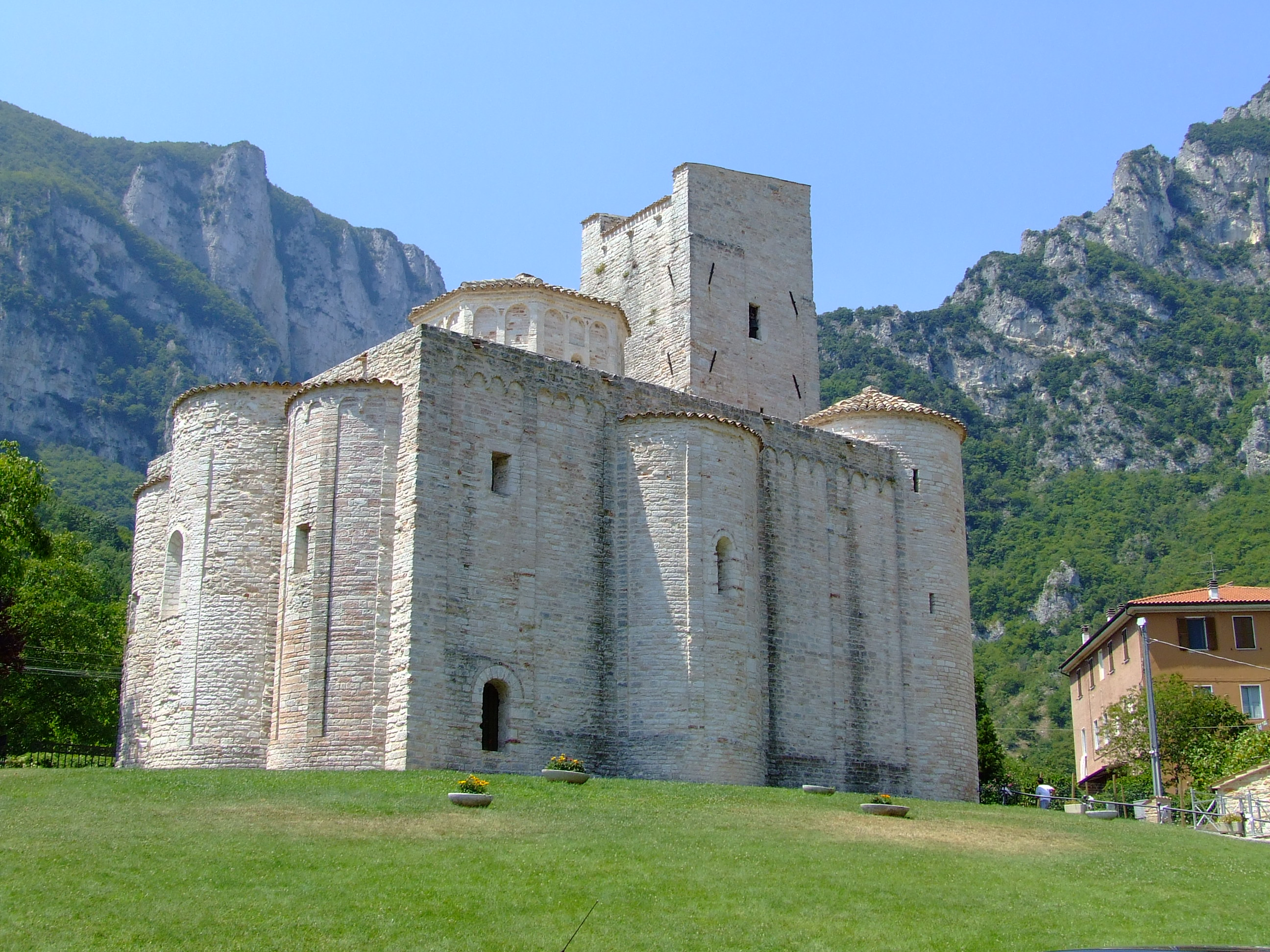
L'abbazia di San Vittore alle Chiuse, nel comune di Genga, fondata nell'XI secolo.

La diocesi di Fabriano-Matelica (in latino Dioecesis Fabrianensis-Mathelicensis) è una sede della Chiesa cattolica in Italia suffraganea dell'arcidiocesi di Ancona-Osimo appartenente alla regione ecclesiastica Marche. Nel 2023 contava 50.500 battezzati su 52.500 abitanti. È retta dal vescovo Francesco Massara.
Patrono della diocesi è San Giovanni Battista.

## Territorio
La diocesi comprende 6 comuni marchigiani: Cerreto d'Esi, Fabriano, Genga, Sassoferrato e la frazione Domo di Serra San Quirico in provincia di Ancona; e Matelica in provincia di Macerata.
Confina a nord con le diocesi di Fano-Fossombrone-Cagli-Pergola e di Senigallia, a est e a sud con l'arcidiocesi di Camerino-San Severino Marche, ad ovest con le diocesi di Assisi-Nocera Umbra-Gualdo Tadino e di Gubbio.
Sede vescovile è la città di Fabriano, dove si trova la basilica cattedrale di San Venanzio Martire; a Matelica sorge la concattedrale di Santa Maria Assunta.
Il territorio si estende su 681 km² ed è suddiviso in 58 parrocchie raggruppate in 3 vicarie: Fabriano, Matelica-Cerreto d'Esi e Sassoferrato-Genga; e 10 zone pastorali: Fabriano, Matelica, Argignano-Collamato, Cerreto d'Esi-Albacina, Genga, montagna, San Nicolò, Sassoferrato I, Sassoferrato II, valle del Giano.

## Istituti religiosi
Nel 2017 la diocesi comprendeva i seguenti ordini e istituti religiosi:

### Istituti religiosi maschili
- Araldi della Buona Novella (Sassoferrato)
- Fratelli di Nostra Signora della Misericordia (Fabriano)
- Missionari di Cristo crocifisso (Fabriano)
- Monaci benedettini camaldolesi (Fabriano)
- Monaci benedettini silvestrini (Fabriano, Matelica)
- Ordine dei frati minori (Fabriano, Matelica, Sassoferrato)

### Istituti religiosi femminili
- Monache benedettine cassinesi (Fabriano, Sassoferrato)
- Suore cappuccine di Madre Rubatto (Fabriano)
- Monache clarisse (Matelica, Sassoferrato)
- Pie discepole del Divin Maestro (Fabriano)
- Suore di carità di Nostra Signora del Buono e Perpetuo Soccorso (Sassoferrato)
- Suore francescane clarisse (Fabriano, Matelica)
- Suore francescane dell'Assunzione (Fabriano)
- Suore francescane dell'Immacolata (Sassoferrato)

## Storia
La città di Matelica fu sede vescovile già nel V secolo: sono storicamente documentati i vescovi Equizio, presente al sinodo celebrato a Roma nel 487 da papa Felice III; Basilio presente ad un altro sinodo romano del 499 indetto da papa Simmaco; e Fiorenzo, che nel 551 sottoscrisse a Costantinopoli la condanna pronunciata da papa Vigilio contro Teodoro Askida, metropolita di Cesarea di Cappadocia. La diocesi cessò di esistere al tempo della discesa dei Longobardi in Italia ed in seguito il suo territorio passò sotto la giurisdizione dei vescovi di Camerino.
Nel concistoro del 4 novembre 1728 fu decisa l'erezione della diocesi di Fabriano, sancita da una bolla di papa Benedetto XIII del 15 novembre successivo, con la quale il pontefice concesse a Fabriano il titolo di città e la dignità di sede vescovile ed eresse la chiesa di San Venanzio in cattedrale: la diocesi di Fabriano venne unita aeque principaliter a quella di Camerino, da cui il territorio era stato ricavato.
L'unione di Fabriano con Camerino fu tuttavia controversa; la Congregazione Concistoriale dovette intervenire nel 1732 per ribadire la cattedralità della chiesa di Fabriano. Questo non bastò per ridurre «le discordie tra le due diocesi, anzi crescendo queste con grave scandalo e vergogna». La Santa Sede dovette perciò intervenire per porvi rimedio.
Infatti, l'8 luglio 1785 Pio VI, con la bolla Saepe factum est, restaurò l'antica sede vescovile di Matelica, con territorio sottratto a quello di Camerino, e la unì aeque principaliter alla diocesi di Fabriano, a sua volta separata da quella camerte: contestualmente le due diocesi furono dichiarate immediatamente soggette alla Santa Sede. Da questo momento inizia il percorso comune fra le due diocesi che dura tuttora.
Tra Ottocento e Novecento, Fabriano conobbe episodi di violenza anticlericale e massonica, come l'attentato in duomo al predicatore delle missioni il gesuita Egidi nel 1879, oppure quando nel 1891 i pellegrinaggi a Loreto furono vietati per motivi di igiene; oppure quando nel 1911 fu organizzato un assalto contro la processione del Corpus Domini e il vescovo Pietro Zanolini dovette rifugiarsi con l'ostensorio nel primo portone aperto.
L'8 settembre 1954, con la lettera apostolica Magno afficimur, papa Pio XII proclamò la Beata Maria Vergine, venerata popolarmente con il titolo di "Madonna del Buon Gesù", e San Giovanni Battista, patroni della diocesi e della città di Fabriano.
In seguito alla riorganizzazione territoriale attuata il 19 marzo 1984 con il decreto Conferentia Episcopalis Picena della Congregazione per i vescovi, la diocesi di Fabriano acquisì oltre 30 parrocchie, tutte in territorio marchigiano, dalla diocesi umbra di Nocera-Gualdo Tadino e 6 parrocchie dall'arcidiocesi di Camerino.
Il 30 settembre 1986, con il decreto Instantibus votis della Congregazione per i vescovi, è stata stabilita la plena unione delle due diocesi e la nuova circoscrizione ecclesiastica ha assunto il nome di Fabriano-Matelica.
L'11 marzo 2000 la diocesi ha perso il privilegio dell'immediata soggezione ed è entrata a far parte della provincia ecclesiastica dell'arcidiocesi di Ancona-Osimo.
Dal 27 giugno 2020 è unita in persona episcopi all'arcidiocesi di Camerino-San Severino Marche.

## Cronotassi
Si omettono i periodi di sede vacante non superiori ai 2 anni o non storicamente accertati.

### Vescovi di Matelica
- Equizio † (attestato nel 487)
- Basilio † (attestato nel 499)
- Fiorenzo † (attestato nel 551)

### Vescovi di Camerino e Fabriano
- Cosimo Torelli † (15 novembre 1728 - 27 agosto 1736 deceduto)
- Ippolito Rossi † (27 settembre 1736 - 17 gennaio 1746 nominato vescovo di Senigallia)
- Francesco Viviani † (17 aprile 1746 - 30 dicembre 1767 deceduto)
- Luigi Amici † (20 giugno 1768 - 8 luglio 1785 nominato vescovo di Camerino)

### Vescovi di Fabriano e Matelica
- Nicola Zoppetti, O.E.S.A. † (26 settembre 1785 - 12 luglio 1796 deceduto)
  - Sede vacante (1796-1800)
- Giovanni Francesco Capelletti † (11 agosto 1800 - 26 agosto 1806 nominato vescovo di Ascoli Piceno)
- Domenico Buttaoni † (26 agosto 1806 - 15 agosto 1822 deceduto)
- Pietro Balducci † (27 settembre 1822 - 18 luglio 1837 deceduto)
- Francesco Faldi † (2 ottobre 1837 - 18 novembre 1858 dimesso)[7]
- Antonio Maria Valenziani † (23 dicembre 1858 - 20 febbraio 1876 deceduto)
- Leopoldo Angelo Santanché, O.F.M.Ref. † (3 aprile 1876 - 10 febbraio 1883 deceduto)
- Macario Sorini † (15 marzo 1883 - 12 giugno 1893 dimesso[8])
- Aristide Golfieri † (18 marzo 1895 - 29 novembre 1895 nominato vescovo di Città di Castello)
- Luciano Gentilucci † (29 novembre 1895 - 14 settembre 1909 deceduto)
- Pietro Zanolini † (22 febbraio 1910 - 8 luglio 1913 nominato vescovo di Lodi)
- Andrea Cassulo † (15 aprile 1914 - 25 gennaio 1921 nominato delegato apostolico in Egitto ed Arabia)[9]
- Luigi Ermini † (13 giugno 1921 - 16 maggio 1945 deceduto)
- Lucio Crescenzi † (10 luglio 1945 - 19 febbraio 1960 deceduto)
- Macario Tinti † (17 maggio 1960 - 31 maggio 1978 ritirato)
- Luigi Scuppa † (31 maggio 1978 - 30 settembre 1986 nominato vescovo di Fabriano-Matelica)

### Vescovi di Fabriano-Matelica
- Luigi Scuppa † (30 settembre 1986 - 26 novembre 2001 deceduto)
- Giancarlo Vecerrica (30 dicembre 2002 - 18 marzo 2016 ritirato)
- Stefano Russo (18 marzo 2016 - 27 aprile 2019 dimesso[10])
- Francesco Massara, dal 27 giugno 2020[11]

## Statistiche
La diocesi nel 2023 su una popolazione di 52.500 persone contava 50.500 battezzati, corrispondenti al 96,2% del totale.
| anno | popolazione | popolazione | popolazione | presbiteri | presbiteri | presbiteri | presbiteri                | diaconi | religiosi | religiosi | parrocchie |
| anno | battezzati  | totale      | %           | numero     | secolari   | regolari   | battezzati per presbitero | diaconi | uomini    | donne     | parrocchie |
| ---- | ----------- | ----------- | ----------- | ---------- | ---------- | ---------- | ------------------------- | ------- | --------- | --------- | ---------- |
| 1950 | 28.000      | 28.000      | 100,0       | 63         | 45         | 18         | 444                       |         | 37        | 120       | 35         |
| 1970 | 38.387      | 38.409      | 99,9        | 137        | 98         | 39         | 280                       |         | 48        | 144       | 46         |
| 1980 | 38.800      | 39.200      | 99,0        | 89         | 53         | 36         | 435                       | 1       | 47        | 112       | 48         |
| 1990 | 51.300      | 51.622      | 99,4        | 112        | 64         | 48         | 458                       |         | 67        | 135       | 58         |
| 1999 | 53.630      | 54.130      | 99,1        | 81         | 55         | 26         | 662                       |         | 34        | 97        | 58         |
| 2000 | 53.730      | 54.830      | 98,0        | 76         | 52         | 24         | 706                       |         | 32        | 95        | 58         |
| 2001 | 53.641      | 54.591      | 98,3        | 79         | 51         | 28         | 679                       |         | 32        | 94        | 58         |
| 2002 | 53.900      | 54.900      | 98,2        | 73         | 49         | 24         | 738                       |         | 28        | 92        | 58         |
| 2003 | 53.720      | 54.950      | 97,8        | 70         | 47         | 23         | 767                       |         | 27        | 91        | 58         |
| 2004 | 53.000      | 54.188      | 97,8        | 78         | 49         | 29         | 679                       |         | 35        | 98        | 58         |
| 2006 | 52.000      | 54.850      | 94,8        | 72         | 45         | 27         | 722                       |         | 33        | 94        | 58         |
| 2013 | 52.550      | 56.000      | 93,8        | 60         | 38         | 22         | 875                       | 3       | 80        | 88        | 58         |
| 2016 | 52.000      | 56.000      | 92,9        | 56         | 35         | 21         | 928                       | 6       | 77        | 86        | 58         |
| 2019 | 51.100      | 53.226      | 96,0        | 48         | 33         | 15         | 1.064                     | 6       | 23        | 80        | 58         |
| 2021 | 50.500      | 52.900      | 95,5        | 52         | 37         | 15         | 971                       | 6       | 23        | 75        | 58         |
| 2023 | 50.500      | 52.500      | 96,2        | 44         | 29         | 15         | 1.147                     | 6       | 19        | 67        | 58         |